# مكتبة خزانة الجاحظ

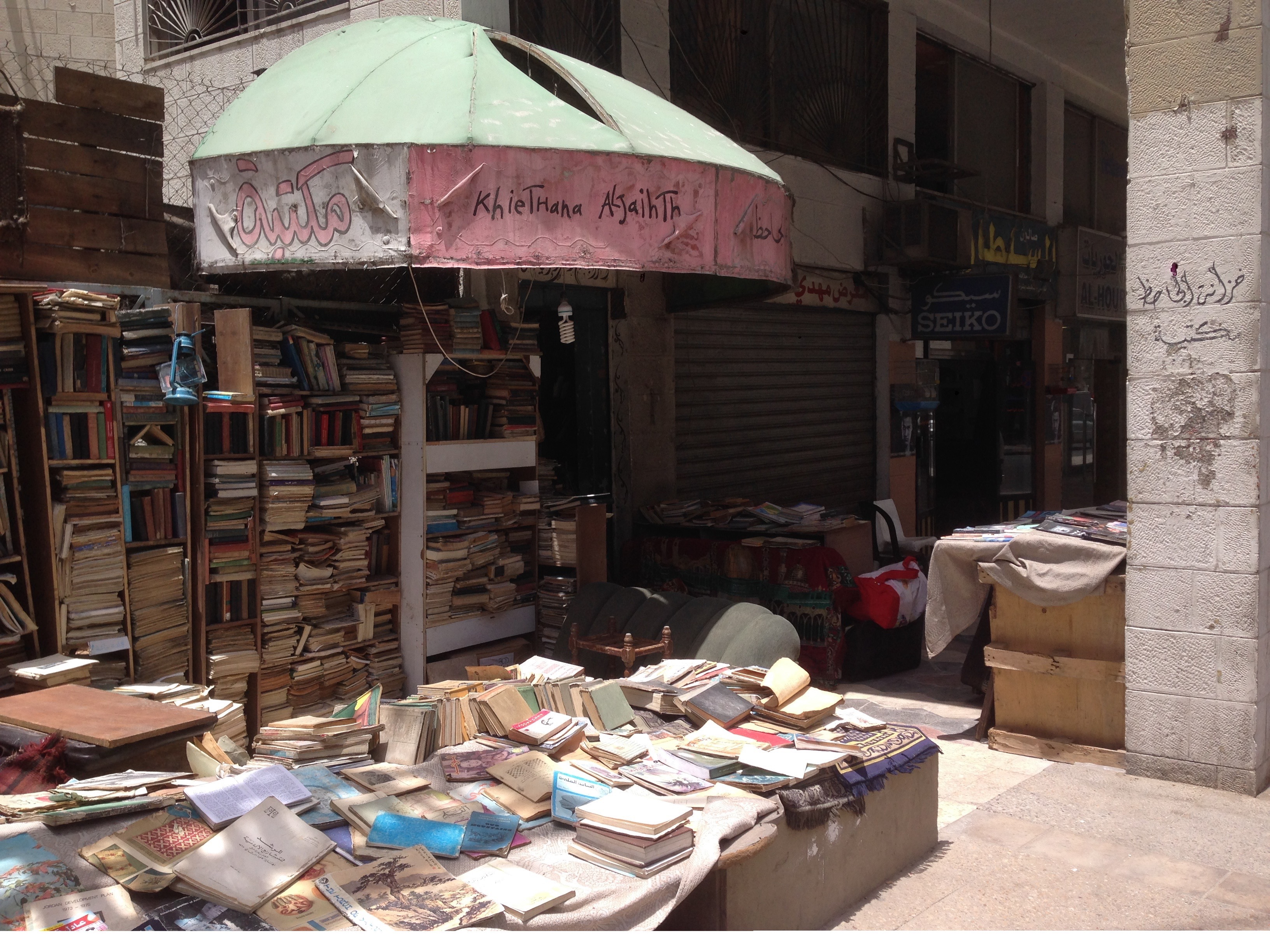

«خزانة الجاحظ»، مكتبة صغيرة وسط الأردن، لكن ضخامتها في احتوائها مخطوطات تعود إلى 800 عام.

## تاريخ مكتبة
ورث المعايطة مهنة الوراق عن أبيه الذي ورثها عن جده منذ زمن العثمانيين حيث كانت «خزانة الجاحظ» في مدينة القدس، إلى أن انتقلت إلى عمان في وسط البلد مقابل البريد القديم
منذ عهد مؤسسها الأول سليمان المعايطة، رفعت خزانة الجاحظ عبارة «خير جليس» كشعار يتوارثه الأبناء عن الآباء.
ومروراً بوليد وخليل وممدوح وأخيراً هشام، ورثة مشروعها المنتصر للمعرفة كرأس سنام الفضائل كلها، والإبداع الإنساني الخلاّق كأثر لا يموت، حافظت خزانة الجاحظ، على مكانتها المميزة محلياً، في عالم بيع الكتاب وتداوله وتبادله وحتى استعارته.

## ممدوح المعايطة
شاعر وأديب أردني (1930 - 1993) من مواليد الكرك. يُعتبر أحد أشهر ورّاقي مدينة عمّان، حيث أسهم في الحياة الثقافية المحلية للمدينة. أسس بعد قدومه من القدس بعد حرب 1967، مكتبة وخزانة الجاحظ في وسط البلد، التي أصبحت أحد معالم الثقافية لمدينة عمّان، والتي ورث المهنة فيها عن أبيه وجده.
كان ممدوح المعايطة جنديا في الجيش الأردني في القدس وأصيب بانفجار لغم أرضي في منطقة قلنديا أثناء واجب الدفاع عن المدينة عام 1948 وقطعت قدمه على أثره، وانتقل للعلاج في بيروت التي شكلت بدورها نقلة نوعية في مسيرته الثقافية حيث تعرف على تقنيات الوراقين ودور النشر والمطابع، عاد بعدها إلى عمّان عام 1967، وبعد تقاعده بدأ بالتفكير بإنشاء المكتبة من جديد وكان أول تأسيس لها في عمّان عام 1967 بالقرب من المدرج الروماني. توفي في عمان عام 1994، بعد أن ورثه أبناؤه في المهنة ذاتها

## هشام ممدوح المعايطة
أحد القائمين على المكتبة قال ان جده شارك في الثورة العربية الكبرى والتقى الثوار على محطة سكة حديد القطرانة وحمل خزانته معه وتنقل بين دمشق وبغداد ثم استقر به المقام في القدس ليؤسس خزانة الجاحظ قرب حائط البراق عام 1921.
واضاف ان جده استمر بالعمل في المكتبة وجمع العديد من المخطوطات إلى ان استشهد عام 1947 في منطقة العيزرية في رحلة نضاله ضد العصابات الصهيونية ومساعدته الثوار العرب في القدس وحرقت مكتبته على اثرها بالكامل من قبل الصهاينة ولم يتبق من مخطوطاتها الا الشيء القليل المحفوظ في منزله بالقدس انذاك.
وتابع المعايطة ان والده ممدوح كان جنديا في الجيش العربي في القدس وأصيب بانفجار لغم ارضي في منطقة قلنديا أثناء واجب الدفاع عن المدينة المقدسة عام 1948 وقطعت قدمه على اثره وانتقل للعلاج في بيروت التي شكلت بدورها نقلة نوعية في مسيرته الثقافية حيث تعرف على تقنيات الوراقين ودور النشر والمطابع، عاد بعدها إلى عمان، وبعد تقاعده بدأ بالتفكير بإنشاء المكتبة من جديد وكان أول تأسيس لها في عمان عام 1967 بالقرب من المدرج الروماني.
وبين أن عائلته تمتهن (صنعة الوراق) منذ عقود طويلة وكانت تجمع المخطوطات النادرة التي يصل عمرها إلى ثمانمئة سنة إضافة إلى الكتب القديمة التي يصل عمرها إلى ثلاثمئة سنة في مجالات الأدب والعقيدة والتاريخ والرياضيات والفلك وبعضها مكتوب بخط أيدي أصحابها، حيث نقوم بتحقيقها وإعادة نشرها وتقديمها إلى الباحثين وطلاب العلم من خلال نظام إعارة للباحثين والدارسين ممن يقدمون رسائل الماجستير والدكتوراه في الجامعات الأردنية والعربية.
واشار إلى ان المكتبة توسعت فيما بعد حتى أصبح لها أربعة فروع في عمان توزعت في سوق اليمنية وعند سبيل الحوريات الأثري وجبل اللويبدة وشارع الهاشمي إضافة إلى فرعها القديم في الكرك.
واختتم المعايطة حديثه قائلا انها وصية ثقيلة وإرث من الآباء والأجداد علينا واجب المحافظة عليه بأمانة واصفا عملهم ب (وراقي الزمن الحديث) وجل همهم الوفاء بعهد الاباء والأجداد بالاستمرار في العمل بهذه المهنة خدمة لرسالة الثقافة والعلم.

## مكتبة بقرار أميري
يقول محمد المعايطة أحد أحفاد «خليل» الذي يتولى حالياً بيع الكتب في فرع المكتبة في شارع الأمير محمد وسط عمّان: بدأ جدّي بفكرة المكتبة في باب العامود بالقدس، وكانت الناس تشبه خزانته بخزانة الجاحظ، وتحذره دوماً من أن ينتهي نهاية مؤلمة كنهاية الأديب والمفكر العربي «الجاحظ» ومن هنا جاءت تسمية المكتبة بـ خزانة الجاحظ.ويضيف التقى جدي وخاله محمد في القطرانة بالملك عبد الله المؤسس، وهناك أقنعه بتأسيس المكتبة واعتمادها، وبالفعل تم إنشاء المكتبة بقرار أميري، وكان ذلك قبل تأسيس الإمارة، فتم تأسيس المكتبة في القدس سنة 1922، وكانت القدس في تلك السنة تكسوها الثلوج كما أخبره جده.ويتابع كان جدي وفياً لكتبه التي يحرص عليها حرصه على الممتلكات الثمينة، لدرجة أنه كان يخبئها في مكتبة حديدية ضخمة، وفي العام1948 حين بدأ الاحتلال الصهيوني لفلسطين استشهد جدي بالقدس، بينما أصيب والدي ممدوح المعايطة بانفجار لغم أفقده قدمه في بلدة قلنديا بين القدس ورام الله.